# Поляков Іван Євтійович
Іван Євтійович Поляков (25 листопада 1914, місто Гомель, тепер Республіка Білорусь — 8 лютого 2004, місто Мінськ, Республіка Білорусь) — радянський білоруський державний діяч, голова Президії Верховної ради Білоруської РСР, 1-й секретар Гомельського і Мінського обласних комітетів КП Білорусі, голова Гомельського облвиконкому. Член Бюро ЦК КП Білорусі. Кандидат у члени ЦК КПРС у 1961—1966 роках. Член ЦК КПРС у 1966—1986 роках. Депутат Верховної ради Білоруської РСР. Депутат Верховної ради СРСР 5—11-го скликань, заступник голови Президії Верховної ради СРСР у 1977—1985 роках. Герой Соціалістичної Праці (12.12.1973).

## Життєпис
Народився в родині робітника. У 1931 році закінчив школу фабрично-заводського учнівства в місті Гомелі. З 1931 року працював електрозварником Гомельського паровозовагоноремонтного заводу.
У 1936—1938 роках — служба в Червоній армії.
З 1938 року працював на Гомельському жиркомбінаті. У 1939—1941 роках — секретар комітету ЛКСМ Білорусі Гомельського жиркомбінату.
Член ВКП(б) з 1940 року.
З 1941 року — 1-й секретар Новобілицького районного комітету ЛКСМ Білорусі Гомельської області.
У 1942—1943 роках — секретар Гомельського підпільного обласного комітету ЛКСМ Білорусі. З серпня по листопад 1943 року — комісар 1-й Гомельської партизанської бригади, учасник німецько-радянської війни.
У 1943—1944 роках — секретар, у 1944—1945 роках — 1-й секретар Гомельського обласного комітету ЛКСМ Білорусі.
У 1945—1946 роках — 1-й секретар Мінського обласного комітету ЛКСМ Білорусі.
У 1946—1949 роках — слухач Вищої партійної школи при ЦК ВКП(б).
У 1949—1953 роках — 2-й секретар, 1-й секретар Вітебського міського комітету КП(б) Білорусі.
У 1953—1956 роках — 1-й секретар Рєчицького районного комітету КП Білорусі Гомельської області.
У вересні 1956 — грудні 1957 року — голова виконавчого комітету Гомельського обласної ради депутатів трудящих.
У грудні 1957 — січні 1963 року — 1-й секретар Гомельського обласного комітету КП Білорусі.
У січні 1963 — грудні 1964 року — 1-й секретар Гомельського сільського обласного комітету КП Білорусі.
У грудні 1964 — 1 березня 1977 року — 1-й секретар Мінського обласного комітету КП Білорусі.
Указом Президії Верховної Ради СРСР від 12 грудня 1973 року за збільшення виробництва і продажу державі зерна, картоплі, цукрових буряків та інших продуктів землеробства в 1973 році Полякову Івану Євтійовичу присвоєно звання Героя Соціалістичної Праці з врученням ордена Леніна і медалі «Серп і Молот».
28 лютого 1977 — 29 листопада 1985 року — голова Президії Верховної ради Білоруської РСР.
З листопада 1985 року — персональний пенсіонер союзного значення у місті Мінську.
Помер 8 лютого 2004 року. Похований Східному цвинтарі міста Мінська.

## Нагороди і відзнаки
- Герой Соціалістичної Праці (12.12.1973)
- чотири ордени Леніна (18.01.1958, 24.11.1964, 27.08.1971, 12.12.1973)
- орден Жовтневої Революції (27.12.1976)
- орден Вітчизняної війни І ст. (11.03.1985)
- два ордени Червоного Прапора (15.08.1944, 30.12.1948)
- орден Трудового Червоного Прапора (26.03.1982)
- медаль «Партизанові Вітчизняної війни» І ст. (13.11.1943)
- медаль «Партизанові Вітчизняної війни» ІІ ст. (15.01.1946)
- медаль «За трудову доблесть» (25.12.1959)
- медалі